# チームB 4th Stage「アイドルの夜明け」
『チームB 4th Stage「アイドルの夜明け」』（チームビーフォースステージ アイドルのよあけ）は、AKB48チームB劇場公演の4th Stageである。
本項では、その後の別チームによる「おさがり」公演についても記述する。また、それぞれの公演を収録したCD、DVDについても記述する。

## 概要
AKB48チームBの4thステージ公演である。1年を超えるロングランとなった。また、ほぼ同一内容で、AKB48チーム研究生公演も行われていた（研究生公演では、楽器演奏はない）。
この公演の演目は、NMB48チームMの公演やAKB48チーム4の3rd公演でも使用された。

## 公演内容

### 曲目
1. overture
（作編曲：尾澤拓実、歌：TAZ）
全AKB48公演共通である。
2. アイドルの夜明け
（作詞：秋元康、作曲：Rie、編曲：野中“まさ”雄一）
3. みなさんもご一緒に
（作詞：秋元康、作曲：篤永猛彦、編曲：野中“まさ”雄一）
4. 春一番が吹く頃
（作詞：秋元康、作曲：小網準、編曲：市川裕一）
5. 拳の正義
（作詞：秋元康、作曲：田嶋祐介、編曲：田口智則・稲留春雄）
6. 残念少女
（作詞：秋元康、作編曲：野中“まさ”雄一）
7. 口移しのチョコレート
（作詞：秋元康、作編曲：Funta）
8. 片思いの対角線
（作詞：秋元康、作曲：岡田実音、編曲：百石元）
9. 天国野郎
（作詞：秋元康、作編曲：後藤次利）
10. 愛しきナターシャ
（作詞：秋元康、作曲：吉野貴雄、編曲：田口智則・稲留春雄）
11. 女子高生はやめられない
（作詞：秋元康、作曲：宮島律子、編曲：武藤星児）
12. 好きと言えば良かった
（作詞：秋元康、作曲：太田美知彦、編曲：野中“まさ”雄一）
13. そばかすのキス
（作詞：秋元康、作曲：成瀬英樹、編曲：Funta）
14. タンポポの決心
（作詞：秋元康、作曲：山崎努、編曲：高島智明）

アンコール
1. B Stars
（作詞：秋元康、作曲：宮島律子、編曲：市川裕一）
2. 横須賀カーブ
（作詞：秋元康、作曲：山崎耀、編曲：佐藤準）
3. アリガトウ
（作詞：秋元康、作曲：近藤薫、編曲：近藤薫・富岡ヒロミチ）

### 演出
- 「アイドルの夜明け」では、メンバーによるマーチングバンド風の楽器演奏が披露される。また、間奏には「星条旗よ永遠なれ」が演奏される。
- 「みなさんもご一緒に」では、間奏の長セリフをメンバー日替わりで披露。
- 「拳の正義」の衣装は、レディース風の特攻服にサラシを巻いた出で立ち。
- 「片思いの対角線」では、研究生6名がバックダンサーとして参加する。
- 「天国野郎」は、メンバー全員日替わりのコスプレを着用し、間奏のセリフも4人の日替わり。また、M1stと4 3rdでは本ユニット担当メンバー以外の出演メンバー6人がバックダンサーとして参加する。
- 「女子高生はやめられない」では、小道具として熊のぬいぐるみを使用。アウトロのジャンケンで勝ち抜いたメンバーが最後にポーズ。
- アンコール明けに、メンバー日替わりで一発芸をやっていたが、内容が乏しいということで中止された（チーム研究生では続けていた）。千秋楽間際に復活。
- 「アリガトウ」の間奏で、出演メンバー全員の名前を1名が暗唱。

## AKB48 チームB 4th Stage「アイドルの夜明け」公演
公演期間
2009年2月8日 - 2010年4月16日
出演メンバー
浦野一美・多田愛佳・柏木由紀・片山陽加・小原春香・指原莉乃・田名部生来・仲川遥香・中塚智実・仲谷明香・仁藤萌乃・平嶋夏海・米沢瑠美・渡辺麻友・サポートメンバー
※初演から1名欠員、佐伯美香が長期休業中（その後卒業）の14名体制で、研究生等のサポートメンバーを加えて実施されていた。

ユニット曲担当
- 残念少女（中塚、渡辺、（研究生））

研究生枠は、主に内田眞由美
- 口移しのチョコレート（多田、柏木、平嶋）
- 片思いの対角線（仁藤、米沢、（研究生））

研究生枠は、初演では当時研究生の近野莉菜。近野が旧チームKに昇格後は、主に小森美果。
- 天国野郎（浦野、仲川、小原、仲谷）
- 愛しきナターシャ（田名部、指原、片山）

この曲に限り、「チーム狩人。」というユニットとして登場する。指原はドリアン指原、田名部はグロリアス田名部、片山はディーバスセニョリータ片山を名乗っている。
あくまで現実の指原莉乃、田名部生来、片山陽加とは別人という設定。

「アイドルの夜明け」担当楽器（括弧内は代理メンバー）
- バスドラム：内田（大場美奈）
- スネアドラム：仲川（藤本紗羅）
- グロッケン：平嶋（内田、山内鈴蘭）
- シンバル：浦野（大家志津香）
- テナートロンボーン：柏木
- バストロンボーン：指原
- ユーフォニアム：渡辺（中田ちさと）
- トランペット：米沢
- アルトサックス：片山
- フルート：仁藤
- クラリネット：仲谷
- バトン：多田（岩佐美咲）

## AKB48 チーム研究生公演「アイドルの夜明け」
公演期間
2009年3月6日 - 2010年4月12日
出演メンバー
※下記ユニット曲の各ポジションから、各1名の16人編成で公演を行った。
浅居円・石井彩夏・石黒貴己・石田晴香・石部郁・伊藤彩夏・岩佐美咲・今井悠理枝・植木あさ香・内田眞由美・瓜屋茜・大場美奈・大家志津香・郭グレース・上遠野瑞穂・菊地あやか・絹本桃子・小松瑞希（特別公演のみ）・小水七海（特別公演のみ）・小森美果・早乙女美樹・坂本莉央・佐藤すみれ・佐野友里子・島崎遥香・島田晴香・鈴木紫帆里・鈴木まりや・高松恵理・竹内美宥・近野莉菜・冨手麻妙・永尾まりや・中村麻里子・西川七海（特別公演のみ）・野中美郷・林彩乃・藤本紗羅・前田亜美・松井咲子・三木にこる・村中聡美・森杏奈・山内鈴蘭・横山由依
※近野は2009年3月26日付でチームKに昇格。早乙女は2009年4月18日付で卒業。瓜屋は2009年4月26日付で卒業。上遠野は2009年6月9日付で卒業。小松は2009年7月14日付で辞退。林は2009年7月18日付で辞退。西川は2009年7月25日付で解雇。鈴木紫は2009年8月31日付で辞退。浅居・石井・石部・郭・小水・坂本・冨手・三木・村中は2009年12月4日付で卒業。伊藤は2010年1月6日付で辞退。今井は2010年2月1日付で辞退。2009年8月23日に発表された内田・菊地・野中・松井はチームKに、石田・小森・佐藤・鈴木まはチームBに、岩佐・大家・前田はチームAに、2010年3月12日付で新体制に伴い昇格。

ユニット曲担当
- 残念少女
  - 菊地あやか、三木にこる、横山由依
  - 前田亜美、竹内美宥
  - 瓜屋茜、内田眞由美、浅居円、大場美奈

- 口移しのチョコレート
  - 岩佐美咲、坂本莉央、絹本桃子
  - 野中美郷、石井彩夏、石黒貴己
  - 内田眞由美、郭グレース、山内鈴蘭

- 片思いの対角線
  - 小森美果、森杏奈
  - 鈴木紫帆里、冨手麻妙、島崎遥香
  - 佐藤すみれ、佐野友里子、永尾まりや

- 天国野郎
  - 大家志津香、中村麻里子
  - 早乙女美樹、村中聡美、藤本紗羅
  - 上遠野瑞穂、植木あさ香、高松恵理
  - 石田晴香、伊藤彩夏、高松恵理

- 愛しきナターシャ
  - 松井咲子、石部郁、永尾まりや
  - 林彩乃、今井悠理枝、石黒貴己
  - 鈴木まりや、島田晴香

## NMB48 チームM 1st Stage「アイドルの夜明け」公演

### 曲目
1. overture（NMB48 ver.）
全NMB48公演共通である。
2. アイドルの夜明け（NMB48 ver.）
3. みなさんもご一緒に（NMB48 ver.）
4. 春一番が吹く頃
5. 拳の正義
6. 残念少女
7. 口移しのチョコレート
8. 片思いの対角線
9. 天国野郎
10. 愛しきナターシャ
11. 女子高生はやめられない
12. 好きと言えば良かった
13. そばかすのキス
14. タンポポの決心

※0 - 2がNMB48バージョンとなっている以外は、 AKB48チームBの4thステージ公演と曲目構成は同じである。
アンコール
1. 横須賀カーブ
2. メドレー
3. アリガトウ

※本公演では、アンコールにおいて、AKB48チームBの4thステージ公演における「B Stars」を除き、代わりにNMB48・AKB48のシングル曲による「メドレー」を「横須賀カーブ」と「アリガトウ」の間に挿入する曲目構成となっている。

### 概要
公演期間
2012年5月5日 - 2014年4月17日
出演メンバー
東由樹、太田里織菜、沖田彩華、川上礼奈、木下百花、小柳有沙、島田玲奈、城恵理子、高野祐衣、谷川愛梨、肥川彩愛、藤田留奈、三田麻央、村上文香、村瀬紗英、矢倉楓子、山岸奈津美、山本ひとみ、山田菜々、與儀ケイラ
小鷹狩佑香が当公演に出演することなく、2012年5月6日付で卒業したため、初演から1名欠員の15名体制でのスタートとなった。
沖田が2012年5月31日付で昇格。城は9月28日付で卒業。藤田は10月3日付で辞退。東、小柳、山本は10月9日付で昇格。
太田は2012年10月28日付で卒業（10月25日卒業公演）。肥川は10月29日から足の怪我のため休養し、12月22日付で卒業。
山田は2013年5月21日付でチームNから異動し、5月30日の公演から参加。山本は5月30日付で卒業。小柳は2014年3月2日付で卒業（2月7日卒業公演）。島田は4月7日付で卒業。
2014年1月11日からユニットシャッフルが行われている。

ユニット曲
- 1stユニット
  - 残念少女（城→矢倉・村瀬・矢倉→山本→研究生)
  - 口移しのチョコレート（肥川→山田・村上・山岸）
  - 片思いの対角線（沖田・高野→東・與儀）
  - 天国野郎（川上→小柳・木下・藤田→東→川上・三田）
  - 愛しきナターシャ（太田→小柳→高野・島田・谷川）

- 2ndユニット
  - 残念少女（谷川・東・木下)
  - 口移しのチョコレート（高野・島田・三田）
  - 片思いの対角線（小柳・山岸・矢倉）
  - 天国野郎（研究生・山田・村瀬・村上）
  - 愛しきナターシャ（川上・沖田・與儀）

「アイドルの夜明け」担当楽器
- バスドラム：藤田→東
- スネアドラム：山岸
- グロッケン：與儀
- シンバル：谷川
- テナートロンボーン：肥川→山田
- バストロンボーン：高野
- ユーフォニアム：太田→小柳
- トランペット：沖田
- アルトサックス：木下
- フルート：三田
- クラリネット：川上
- バトン：城→矢倉

## AKB48 峯岸チーム4「アイドルの夜明け」公演
公演期間
2014年4月24日 - 2015年8月24日
出演メンバー
岩立沙穂・大川莉央・大森美優・岡田彩花・岡田奈々・加藤玲奈・木﨑ゆりあ・北澤早紀・小谷里歩・小林茉里奈・込山榛香・佐々木優佳里・佐藤妃星・篠崎彩奈・渋谷凪咲・髙島祐利奈・土保瑞希・西野未姫・前田美月・峯岸みなみ・向井地美音・村山彩希・茂木忍
大人AKB48：塚本まり子
その他のチームのメンバー：飯野雅・田北香世子（チームA）、内田眞由美（チームK）、福岡聖菜・平田梨奈（チームB）
大川・大森・岡田彩・北澤・佐藤・土保・前田は2014年4月29日の公演から参加。平田は2015年2月4日の公演から、田北は2015年6月15日の公演からそれぞれ参加。内田は2015年5月11日の公演に、飯野・福岡は2015年7月11日の公演にそれぞれ出演。
大川は脚の怪我のため、2015年4月23日の公演が最後となった。
佐藤は2015年8月21日の公演が最後となった。
塚本は2014年7月16日の公演から参加、2014年9月1日の公演をもって卒業。髙島は2014年12月27日の公演をもって卒業。小谷は2015年5月28日をもって兼任解除、土保・前田は2015年6月24日の公演を最後に、小林は同年8月5日の公演を最後に、同年8月9日卒業。

ユニット曲担当（各曲各ポジションから1名ずつ出演）
- 残念少女
  - 向井地・大川・田北
  - 篠崎・大川・北澤
  - 込山・佐藤・岡田彩・内田・福岡

- 口移しのチョコレート
  - 岩立・大森・佐々木
  - 木﨑・土保・岡田奈
  - 村山

- 片思いの対角線
  - 加藤・髙島・塚本・西野・大森・岡田彩
  - 渋谷・北澤・込山・平田
  - 髙島・大川・土保・大森・佐藤

- 天国野郎
  - 西野・前田・込山
  - 峯岸・佐藤・岡田彩
  - 佐々木・前田・土保
  - 小林・前田・田北・北澤

- 愛しきナターシャ
  - 岡田奈・大森
  - 小谷・岡田彩・前田・北澤・飯野
  - 茂木・土保・佐々木

「アイドルの夜明け」担当（各楽器1名ずつ担当）
- バスドラム：髙島・大川・大森・土保・佐藤・内田
- スネアドラム：佐々木・前田
- グロッケン：篠崎・大川
- シンバル：茂木・土保・佐々木
- テナートロンボーン：木﨑・土保・岡田奈
- バストロンボーン：向井地・大川
- ユーフォニアム：西野・前田・込山
- トランペット：小林・前田・土保・田北
- アルトサックス：峯岸・佐藤・岡田彩
- フルート：岡田奈・大森
- クラリネット：小谷・岡田彩・前田・飯野
- バトン：加藤・髙島・塚本・西野・村山

※「B Stars」は「4 Stars」になる。
※「片思いの対角線」のバックダンサーは本公演では出演しない。
※ チームキャプテンの峯岸みなみによると、本公演を選んだのはNMB48チームM公演に触発されたからとのこと。
※2014年12月21日公演から2015年2月26日公演の間は、オープニングアクトとして、バイトAKBの1名が前座ガールとして「ロマンスかくれんぼ」（チームB 5th Stage「シアターの女神」の楽曲）を披露した。

## NMB48 チームM「アイドルの夜明け」公演

### 曲目
本編はAKB48チームB 4thステージと同じ曲目構成である。
アンコール
1. 横須賀カーブ
2. 僕以外の誰か
（作詞：秋元康、作曲・編曲：Carlos K. Akira Sunset）
3. 恋は災難
（作詞：秋元康、作曲：篤永猛彦、編曲：若田部誠）
4. しがみついた青春
（作詞：秋元康、作曲：外山大輔、編曲：武藤星児）
5. オーマイガー!
（作詞：秋元康、作曲：五戸力、編曲：生田真心）
6. アリガトウ

### 概要
公演期間
2017年1月24日 - 2019年2月21日
出演メンバー
石田優美・磯佳奈江・鵜野みずき・大段舞依・加藤夕夏・上枝恵美加・川上千尋・川上礼奈・木下百花・渋谷凪咲・白間美瑠・中野麗来・西澤瑠莉奈・安田桃寧・吉田朱里・岩田桃夏・西仲七海・安藤愛璃菜・山田寿々
その他のチームのメンバー：清水里香（チームBII研究生）、上西怜（チームBII研究生）、沖田彩華（チームBII）、小嶋花梨（チームN研究生）、山尾梨奈（チームN）、東由樹（チームN）、森田彩花（チームBII）
安藤、山田は2017年2月9日、清水、上西は同年2月16日、中野、沖田は同年3月17日、小嶋は同年5月24日、山尾は同年5月31日、東は同年7月18日、森田は同年7月22日の公演より出演。西仲は2017年6月22日付で、上枝は同年7月31日付で卒業。

ユニット曲担当（各曲各ポジションから1名ずつ出演）
- 残念少女
  - 白間・安田・西仲

- 口移しのチョコレート
  - 渋谷・川上礼・大段

- 片思いの対角線
  - 加藤・上枝・石田

- 天国野郎
  - 川上千・西澤・鵜野・岩田

- 愛しきナターシャ
  - 吉田・木下・磯

## AKB48 浅井チームB「アイドルの夜明け」公演
新型コロナウィルス感染症の流行で出演メンバー数を8人に制限した公演としてスタートした。
公演期間
2022年4月29日 - 2023年10月6日
出演メンバー（初日公演）
浅井七海・石綿星南・稲垣香織・大盛真歩・坂口渚沙・佐藤美波・徳永羚海・左伴彩佳
ユニット曲担当（初日公演）
- 残念少女
  - 稲垣・坂口・徳永

- 口移しのチョコレート
  - 石綿・大盛・左伴

- 片思いの対角線
  - 浅井・佐藤・徳永

- 天国野郎
  - 石綿・稲垣・大盛・左伴

- 愛しきナターシャ
  - 浅井・坂口・佐藤

※ 前述の事情から、現時点において出演メンバーによる「アイドルの夜明け」の楽器演奏は、本公演では実施されていない。
※ 同様に、現時点において「片思いの対角線」「天国野郎」のバックダンサーは、本公演には出演していない。

## スタジオ収録CD
公演曲を公演メンバーがスタジオ収録したものである。

### チームB 4th Stage「アイドルの夜明け」（CD）
通常盤は、チームB名義で出す初めてのCDとなった。
収録メンバー
浦野一美・多田愛佳・柏木由紀・片山陽加・小原春香・佐伯美香・指原莉乃・田名部生来・仲川遥香・中塚智実・仲谷明香・仁藤萌乃・平嶋夏海・米沢瑠美・渡辺麻友・内田眞由美（研究生）・小森美果（研究生）・近野莉菜（研究生）
収録曲
通常盤・再発盤ともに、収録曲は共通。
1. overture
2. アイドルの夜明け
3. みなさんもご一緒に
4. 春一番が吹く頃
5. 拳の正義
6. 残念少女（歌：中塚、渡辺、内田）
7. 口移しのチョコレート（歌：多田、柏木、平嶋）
8. 片思いの対角線（歌：小森または近野、仁藤、米沢）
9. 天国野郎（歌：浦野、仲川、小原、仲谷）
10. 愛しきナターシャ（歌：田名部、指原、片山）
11. 女子高生はやめられない
12. 好きと言えば良かった
13. そばかすのキス
14. タンポポの決心
15. B Stars
16. 横須賀カーブ
17. アリガトウ

Disc 2は、各楽曲のオフヴォーカルバージョン（再発盤のみ）

### Team M 1st Stage「アイドルの夜明け」
収録メンバー
東由樹、沖田彩華、川上礼奈、木下百花、小柳有沙、島田玲奈、高野祐衣、谷川愛梨、三田麻央、村上文香、村瀬紗英、矢倉楓子、山岸奈津美、山田菜々、山本ひとみ、與儀ケイラ
収録曲
1. overture
2. アイドルの夜明け
3. みなさんもご一緒に
4. 春一番が吹く頃
5. 拳の正義
6. 残念少女（歌：矢倉・村瀬・山本）
7. 口移しのチョコレート（歌：山田・村上・山岸）
8. 片思いの対角線（歌：沖田・高野・與儀）
9. 天国野郎（歌：川上・木下・東・三田）
10. 愛しきナターシャ（歌：小柳・島田・谷川）
11. 女子高生はやめられない
12. 好きと言えば良かった
13. そばかすのキス
14. タンポポの決心
15. 横須賀カーブ
16. アリガトウ

## 劇場公演DVD・microSD

### チームB 4th Stage「アイドルの夜明け」（DVD・microSD）
収録メンバー
浦野一美・多田愛佳・柏木由紀・片山陽加・小原春香・指原莉乃・田名部生来・仲川遥香・中塚智実・仲谷明香・仁藤萌乃・平嶋夏海・米沢瑠美・渡辺麻友・小森美果（研究生）・内田眞由美（研究生）
収録曲
1. overture
2. アイドルの夜明け
3. みなさんもご一緒に
4. 春一番が吹く頃
5. 拳の正義
6. 残念少女（歌：中塚、渡辺、内田）
7. 口移しのチョコレート（歌：多田、柏木、平嶋）
8. 片思いの対角線（歌：小森、仁藤、米沢）
9. 天国野郎（歌：浦野、仲川、小原、仲谷）
10. 愛しきナターシャ（歌：田名部、指原、片山）
11. 女子高生はやめられない
12. 好きと言えば良かった
13. そばかすのキス
14. タンポポの決心
15. B Stars
16. 横須賀カーブ
17. アリガトウ

## セルフカバーなど
- 口移しのチョコレート（フレンチ・キス2ndシングル・カップリング/柏木由紀2ndシングル・カップリング）
- 愛しきナターシャ（指原莉乃1stシングル・カップリング）
- 残念少女（渡辺麻友2ndシングル・カップリング）